# Pochyła Grań
Pochyła Grań – skalny mur na Wzgórzu Dumań w Dolinie Kobylańskiej na Wyżynie Olkuskiej, w Karniowicach, w gminie Zabierzów, powiecie krakowskim, województwie małopolskim. Znajduje się w górnej, północnej części orograficznie lewych zboczy doliny, po wschodniej stronie skał Lotniki, z którymi jest połączony.
Dolina Kobylańska jest jednym z najbardziej popularnych terenów wspinaczki skalnej. Skały mają dobrą asekurację. Zbudowana z wapieni Pochyła Grań znajduje się w lesie i opada w dół stromego zbocza. Ma wysokość 10–18 m i połogie, pionowe ściany z filarem, zacięciami i kominami.
W Pochyłej Grani są 4 jaskinie: Okap z Ośmiornicą, Komórka w Pochyłej Turni, Okap w Przerwanym Kominie i Schronisko nad Źródłem Pierwsze.

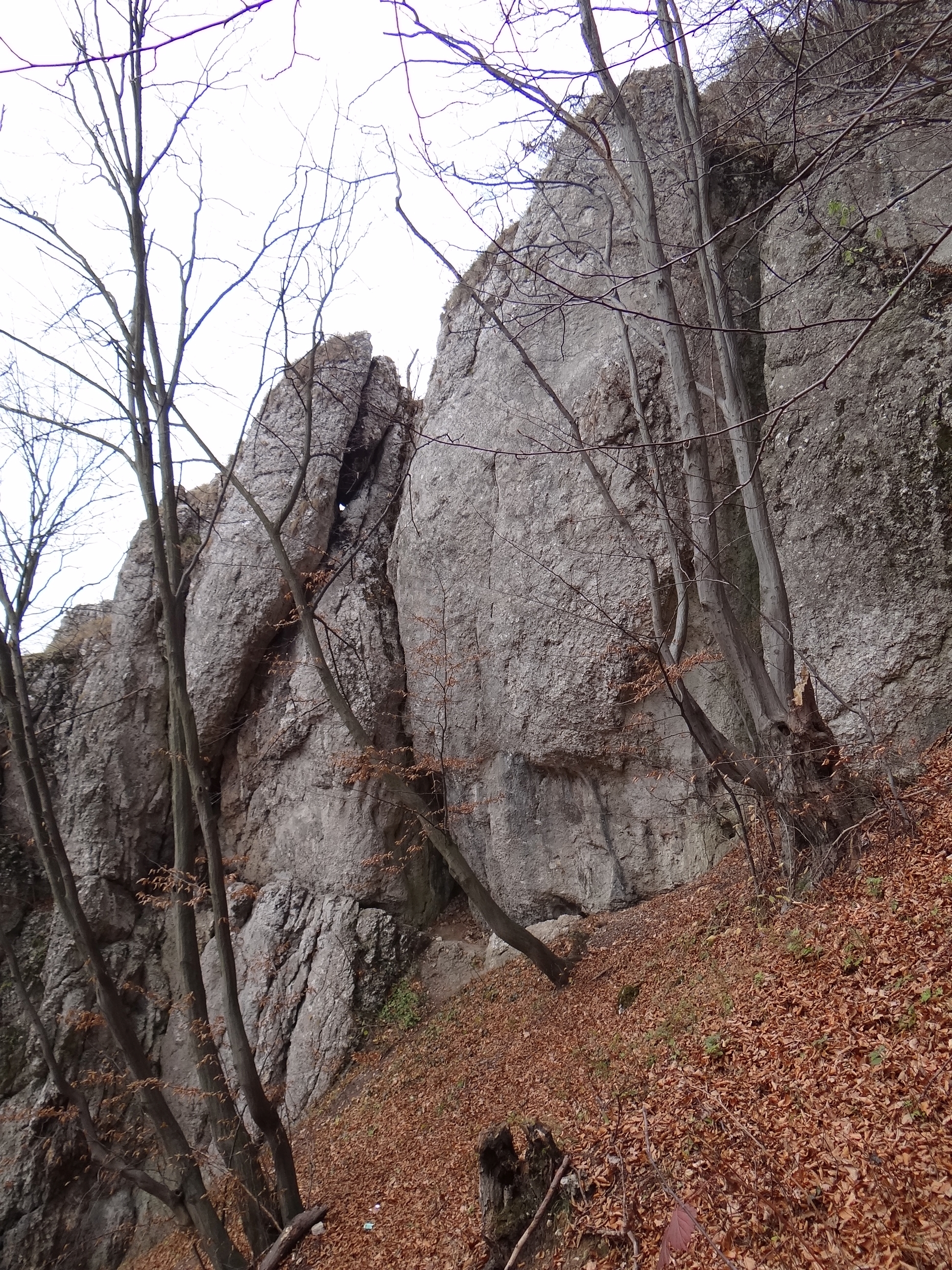
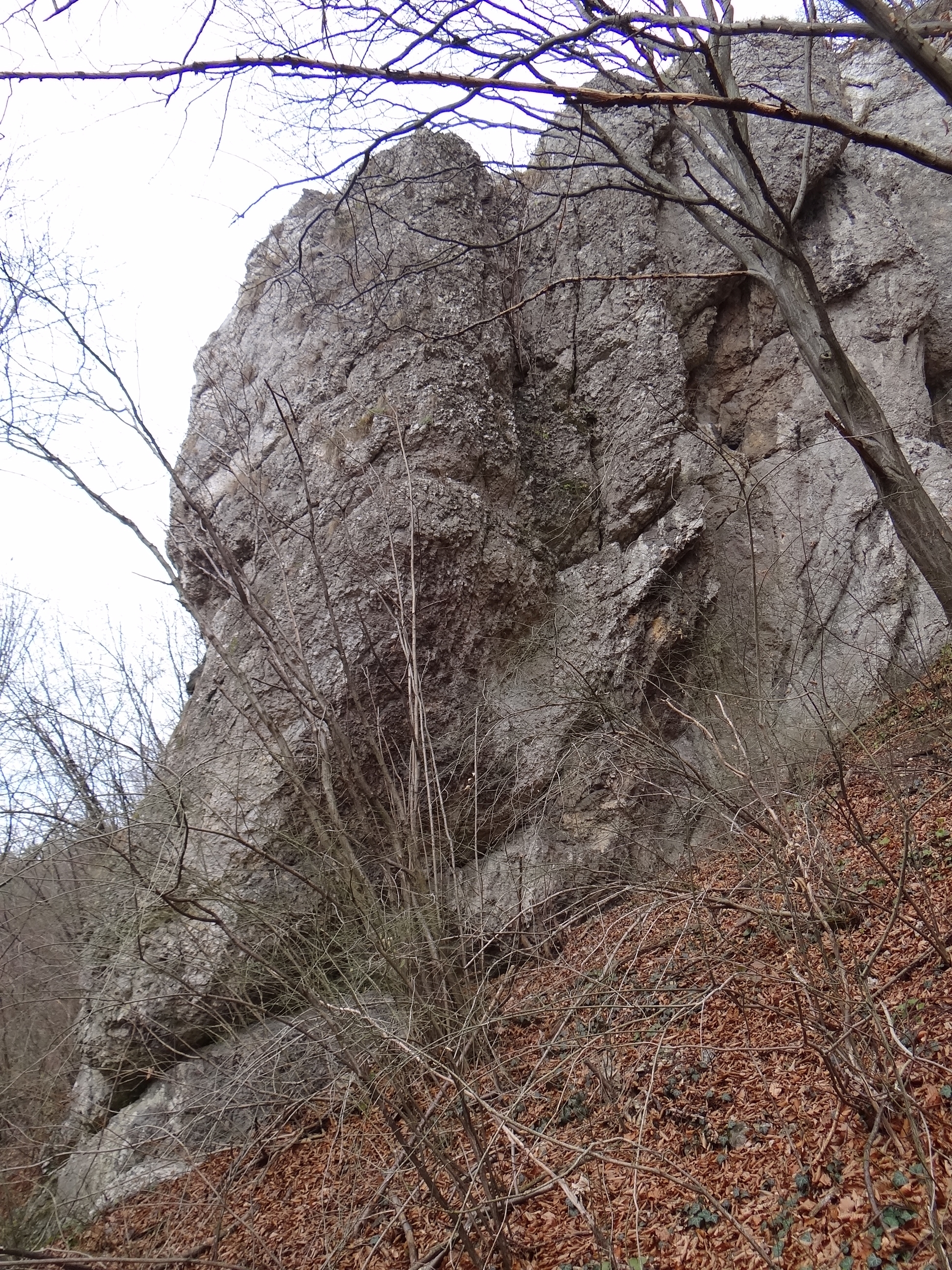
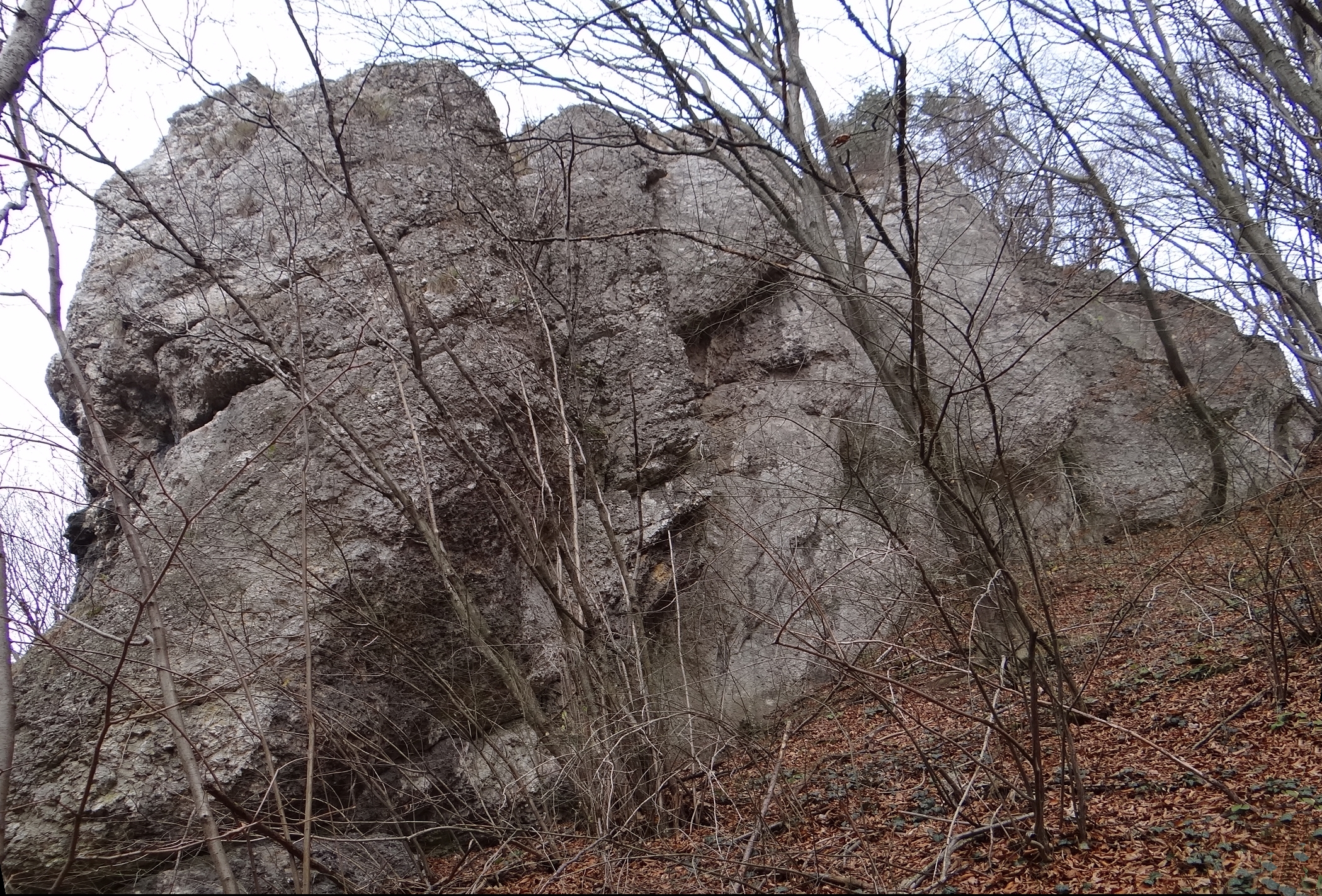
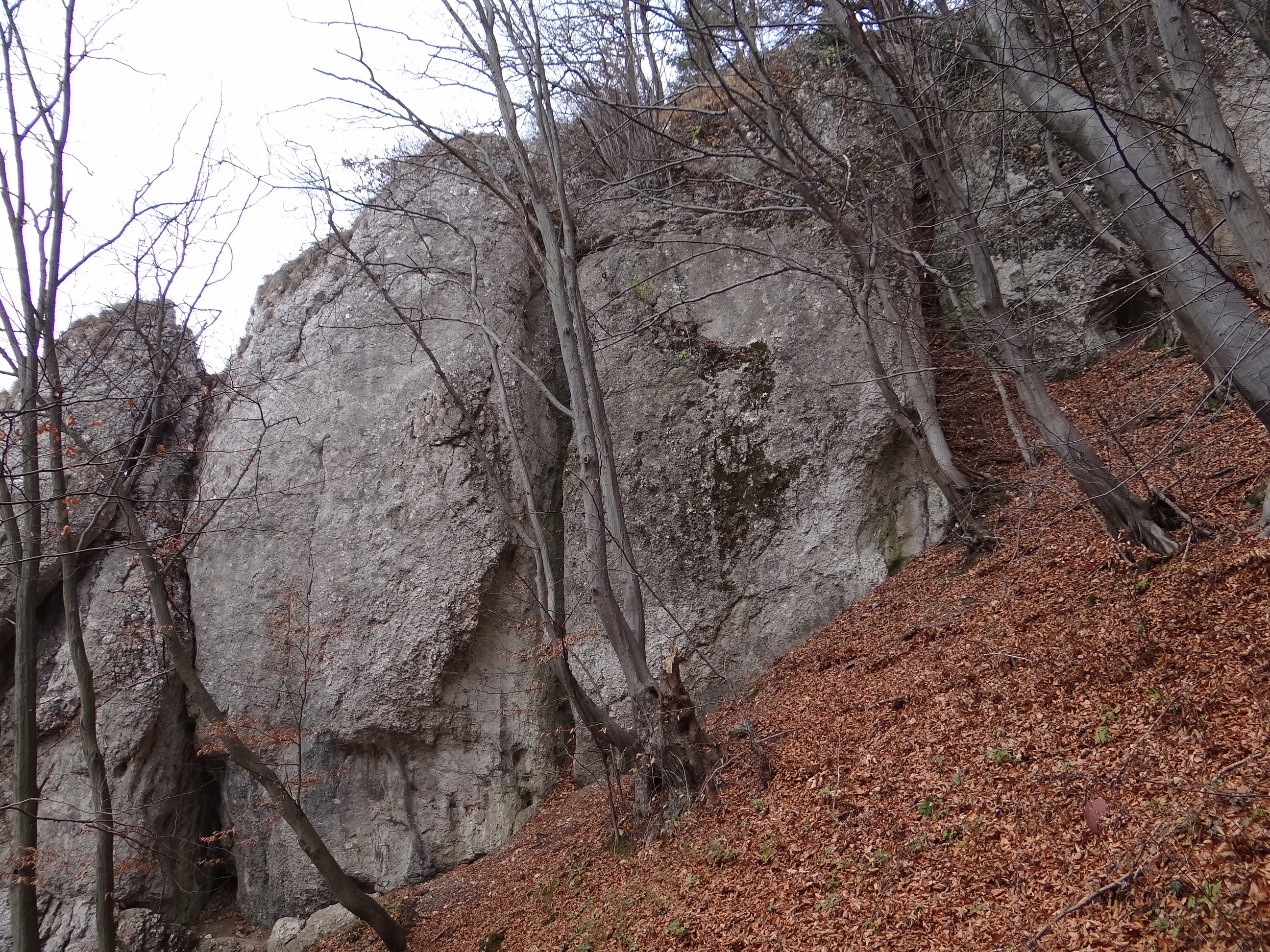

## Drogi wspinaczkowe
Przez wspinaczy skalnych zaliczana jest do Grupy nad Źródełkiem. Pochyła Turnia to najniżej położona, najbardziej na południe wysunięta skała w murze skalnym Pochyłej Grani. Na skałach tego muru wspinacze poprowadzili 19 dróg wspinaczkowych o trudności od IV do VI.4+ w skali Kurtyki. Mają wystawę zachodnią, południowo-wschodnią i południowo-zachodnią. Część z nich ma zamontowane stałe punkty asekuracyjne: ringi (r), haki (h) i stanowisko zjazdowe (st).

Pochyła Turnia
1. Lewa Pochyła; VI, 2h, 18 m
2. Prawa Pochyła; VI+, 18 m
3. Satysfakcja gwarantowana; VI.1, 18 m

Pochyła Grań I
1. Kruchy Kominek; IV, 16 m
2. Podcięty filarek; VI-, 16 m

Pochyła Grań II
1. Podcięty filarek; VI-, 16 m
2. Krucha rysa; V, 5r + st, 16 m
3. Przez żółte plamy; V, 5r + st, 16 m
4. Pustków Żurawski; VI.1+, 4r + st, 15 m
5. Przerwana rysa; VI, st, 14 m
6. Przerwany komin; V, 4r + st, 14 m

Pochyła Grań III
1. Dzień w zwykłej rzeźni; VI.4+, 5r + st, 12 m
2. Lewe krawądki; VI.1, 4r + st, 12 m
3. Kominek na poty; V-, 4r + st, 12 m

Pochyła Grań IV
1. Prawe krawądki; VI+, 4r + st, 10 m
2. Ścianka Chrobaka; IV+, 10 m

Jastrzębia Baszta
1. Tu i teraz; VI.1, 3r + st, 9 m
2. Hop do przodu; VI.1+, 3r + st, 9 m
3. Wycofanie; VI.1, 3r + st, 9 m[3]